# Valkeakoski
Valkeakoski er en bykommune i landskabet Birkaland i det vestlige Finland. Kommunen og landskabet hører under Vest og Indre Finlands regionsforvaltning. Byen har 20.694 (2023) indbyggere.